# Roscius (genus)
Roscius is een geslacht van wantsen uit de familie van de Pyrrhocoridae (Vuurwantsen). Het geslacht werd voor het eerst wetenschappelijk beschreven door Stål in 1866.

## Soorten
Het genus bevat de volgende soorten:

- Roscius circumdatus Distant, 1881
- Roscius elongatus (Schaum, 1853)
- Roscius guilielmi Bergroth, 1926
- Roscius illustris Gerstäcker, 1873
- Roscius quadriplagiatus (Schaum, 1853)